# Guidiguir
Guidiguir es una comuna rural del departamento de Goure de la región de Zinder, en Níger. En diciembre de 2012 presentaba una población censada de 62 731 habitantes, de los cuales 30 966 eran hombres y 31 765 eran mujeres.
La localidad se desarrolló a principios de siglo XX, cuando los colonos franceses establecieron aquí uno de los mercados rurales de la región. La economía se basa en la ganadería y, en menor medida, en el cultivo de dátiles. La mayoría de los habitantes del área son kanuris.
Se encuentra situada en el centro-sureste del país, unos 50 km al oeste de Gouré sobre la carretera RN1 que lleva a Zinder.